# Daihatsu Esse
La Daihatsu Esse est une petite voiture du constructeur Daihatsu, réservée au marché japonais et appartenant, dans ce pays, à la catégorie des Keijidosha. Ce modèle se caractérise par un style assez joufflu et une partie arrière — intégrant la découpe des portes arrière — rappelant un peu les Renault 4 et Renault 5. Présentée au Tokyo Motor Show en octobre 2005, la Esse a été lancée dès le mois de décembre suivant. Malgré sa petite taille, la Esse n'est pas à considérer comme une citadine sur le marché japonais, les keijidosha étant essentiellement vendues à la campagne.

## La gamme
Comme toute Keijidosha qui se respecte, la Esse s'en tient à un moteur « réglementaire » de 660 cm3 maximum, un 3 cylindres associé à une seule puissance de 54 ch. Épaulant les Mira et Mira Gino dans la gamme Daihatsu (celles qui s'appellent Cuore et Trevis en Europe), la Esse donne davantage le choix du côté des transmissions avec, selon les versions, une boîte manuelle 5 vitesses — peu convoitée, car la clientèle japonaise est surtout demandeuse de boîte automatique — ou une boîte automatique à 3 ou 4 rapports. La Esse propose aussi, toujours selon les versions, de rouler en traction ou en version quatre roues motrices.

## Sa carrière
Le succès n'a pas été complètement au rendez-vous pour cette petite Daihatsu. Elle est notamment toujours restée loin des ventes des Move et Tanto. Lors de sa première année pleine, 2006, la Esse a été vendue à 56 000 exemplaires, se classant 27e sur le marché japonais. Dès l'année suivante, la Esse perdait 34 % de sa diffusion (37 000 ventes) et 10 places sur le marché. Score ramené à 34 000 en 2008, alors que le Tanto dépassait, sur la même période, les 150 000 unités.
L'année 2009 a été plutôt bonne. La Esse a regagné quatre places, revenant à la 32e place, avec 34 148 exemplaires vendus. Soit une hausse de 0,6 % sur un marché en baisse de 7,2 %. Sa part de marché était donc en progression.
Les années passant et Daihatsu apportant peu de modifications à ce modèle, ses ventes ont régressé de 1,1 % en 2010 (33 756 exemplaires), repli raisonnable mais sur un marché en hausse de 7,3 %. Le Esse a ainsi été rétrogradée à la 41e place du marché japonais en 2010.

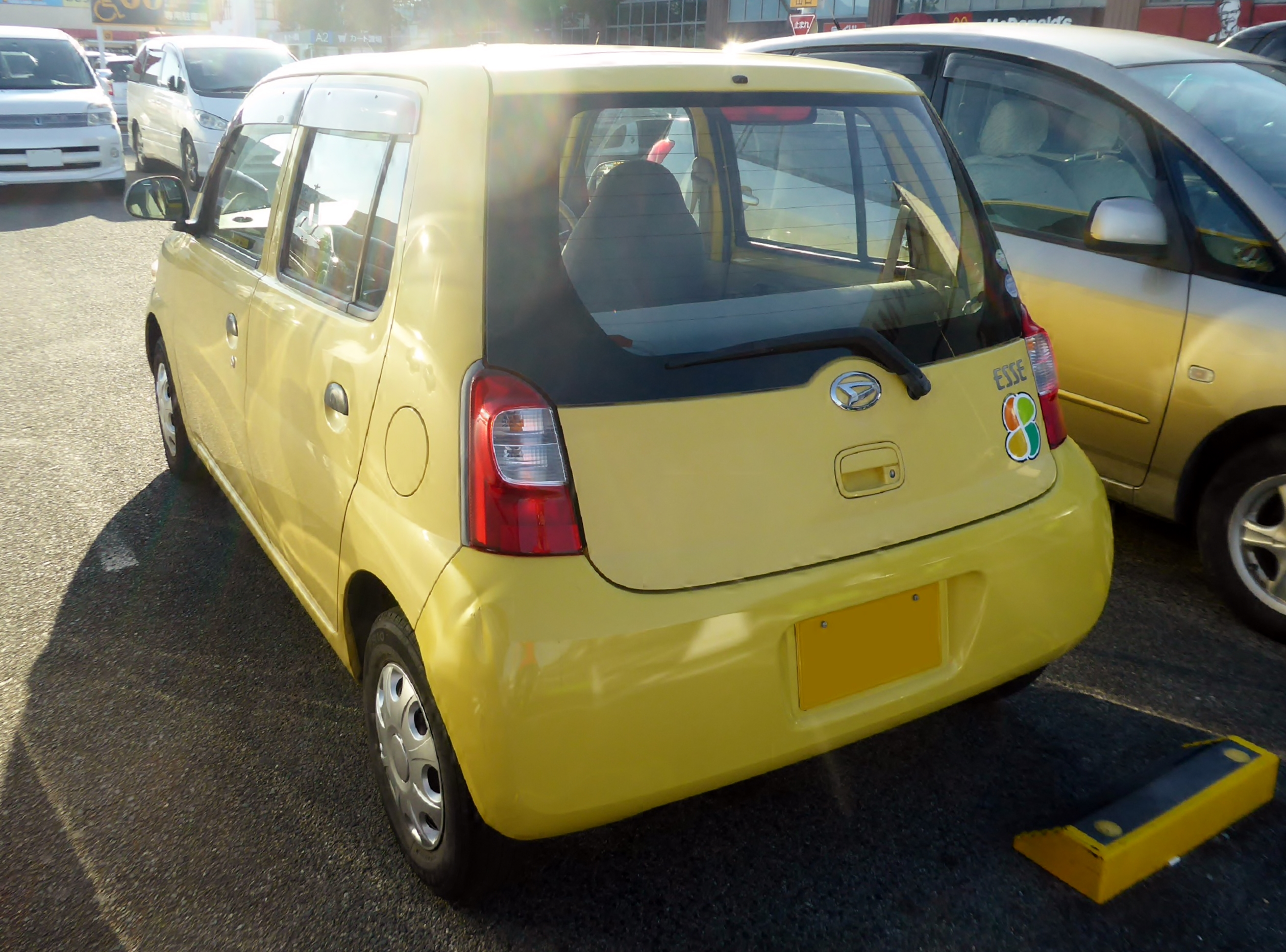
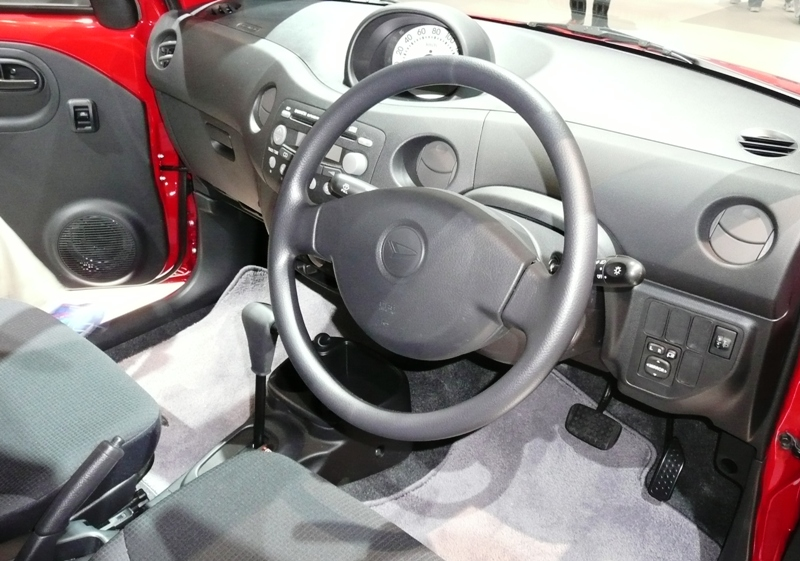
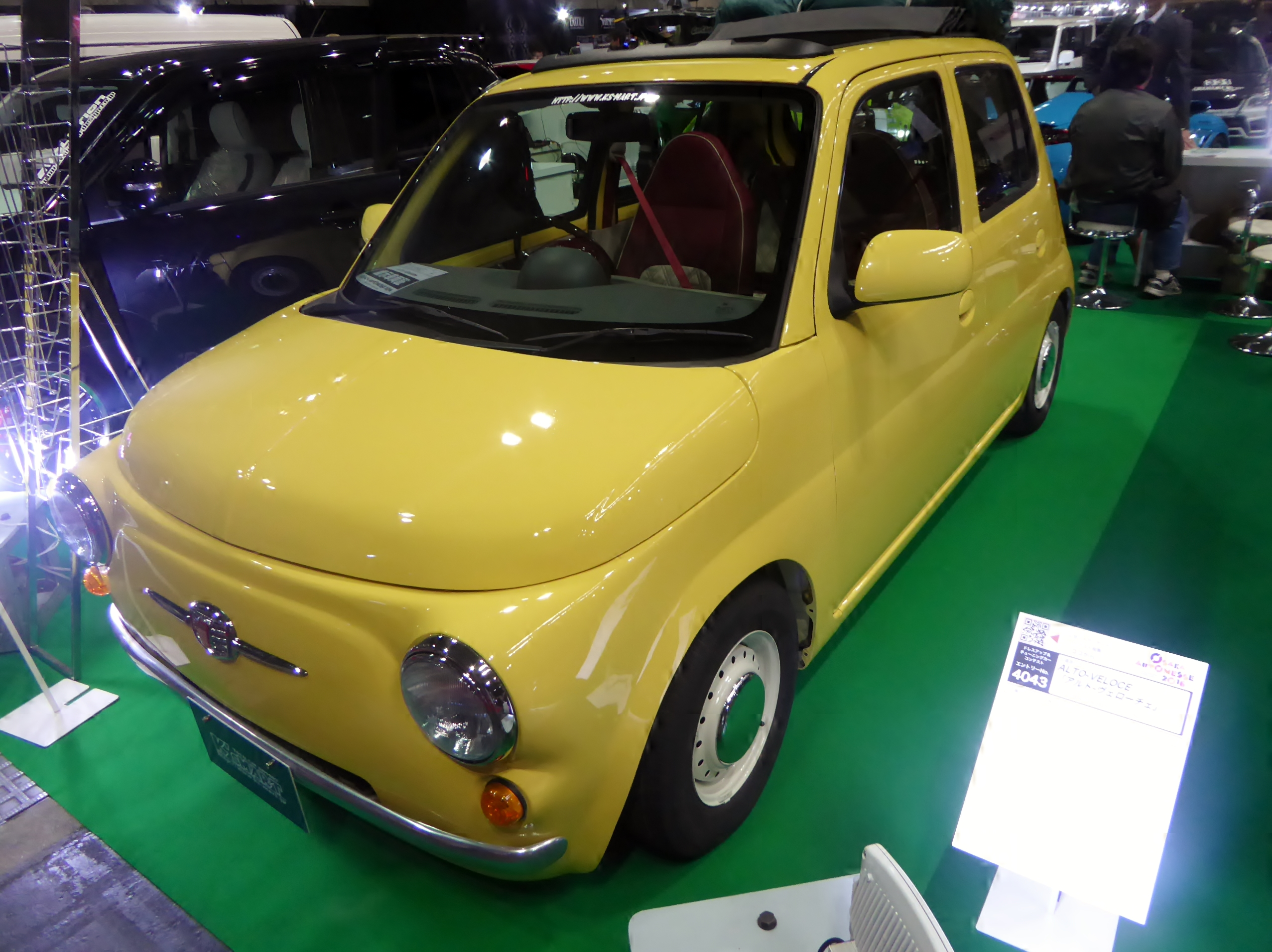
ESSE NOVA